# هینارانگولا
هینارانگولا (به لاتین: Hinnarangolla) یک منطقهٔ مسکونی در سری‌لانکا است که در استان مرکزی (سری‌لانکا) واقع شده‌است.